# Culture archéologique
Une culture archéologique est un ensemble d'artéfacts archéologiques, circonscrits à une période et à une zone géographique précises, et présentant une certaine unité de style, de méthode de fabrication, ou tout autre caractère permettant aux archéologues de les regrouper en un ensemble jugé cohérent auquel on puisse attribuer une dénomination.

## Définition
En archéologie, par le mot « culture » on entend distinguer un groupe humain occupant un certain espace géographique pendant une période donnée et ayant produit des artéfacts archéologiques qui se ressemblent. On s'appuie, pour ce faire, sur la répartition homogène dans cet espace géographique d'un certain nombre de types d'objets (formes de poteries, outils lithiques, art mobilier, architecture, pratiques funéraires, etc.).
Une culture est généralement dite archéologique quand elle se réfère soit à un groupe humain préhistorique indéterminé, soit à un peuple historiquement identifié, mais dont la culture matérielle est mieux connue par ses vestiges que par les textes historiques existants. Les cultures matérielles produites par des peuples bien décrits par les textes historiques sont qualifiées de cultures historiques plutôt qu'archéologiques.

## Dénomination
On donne souvent aux cultures archéologiques le nom du premier site sur lequel elles ont été mises en évidence. Ainsi, le Chasséen tire son nom du camp préhistorique de Chassey-le-Camp, en Saône-et-Loire, et la culture de Yangshao tire le sien d'un site près du village de Yangshao, dans le nord du Henan. De la même façon, la culture Clovis a été dénommée à partir du site de Clovis, au Nouveau-Mexique. Ces cultures s'étendent sur une aire géographique bien plus vaste que leur site d'identification initiale. Elles sont en constante redéfinition en fonction des fouilles réalisées au fil du temps. Certaines dénominations sont issues des rituels funéraires (culture Yamna), des styles décoratifs des poteries (Culture de la céramique cordée), ou des constructions notables (Culture nuragique).
Quand le peuple qui a produit une culture archéologique est identifié, par exemple grâce aux textes d'auteurs grecs, romains ou chinois, la culture prend alors le nom du peuple qui en est l'auteur. On peut par exemple citer la culture archéologique des Scythes ou des Sarmates. Il arrive parfois que les archéologues inventent un nom de peuple pour dénommer une culture dont on n'a aucune attestation écrite, par exemple les Olmèques en Mésoamérique ou les Anasazis dans le Sud-Ouest des États-Unis.
Dans le cas des assemblages matériels datés du Paléolithique, les préhistoriens emploient plutôt le terme d'industrie pour dénommer les différents stades d'évolution technique constatés dans la production d'outils lithiques. On parle ainsi par exemple d'industrie lithique acheuléenne ou moustérienne.

## Base matérielle
Une culture archéologique se manifeste par ses éléments matériels préservés. Les éléments périssables en sont perdus, de même que ses éléments non matériels, à l'exception des rites funéraires qui se déduisent en partie de l'étude des tombes.
L'un des principaux éléments matériels permettant de définir une culture, grosso modo à partir du Néolithique, sont les poteries, qui peuvent se décliner selon une infinité de styles. Un grand nombre de cultures néolithiques ont été circonscrites et dénommées sur la base de leur céramique.

## Débat
Un débat récurrent oppose régulièrement les chercheurs : une culture archéologique est-elle représentative d'un peuple, au sens linguistique et éventuellement génétique, ou bien est-elle potentiellement partagée par plusieurs peuples qui se seraient mutuellement influencés par effet de voisinage ? Les réponses à cette question ont fluctué au cours du temps et selon les auteurs. Les études archéogénétiques ont toutefois permis depuis le XXIe siècle de répondre dans certains cas à cette question, parfois de façon claire et dans d'autres cas avec des résultats encore discutés.